# Hereward

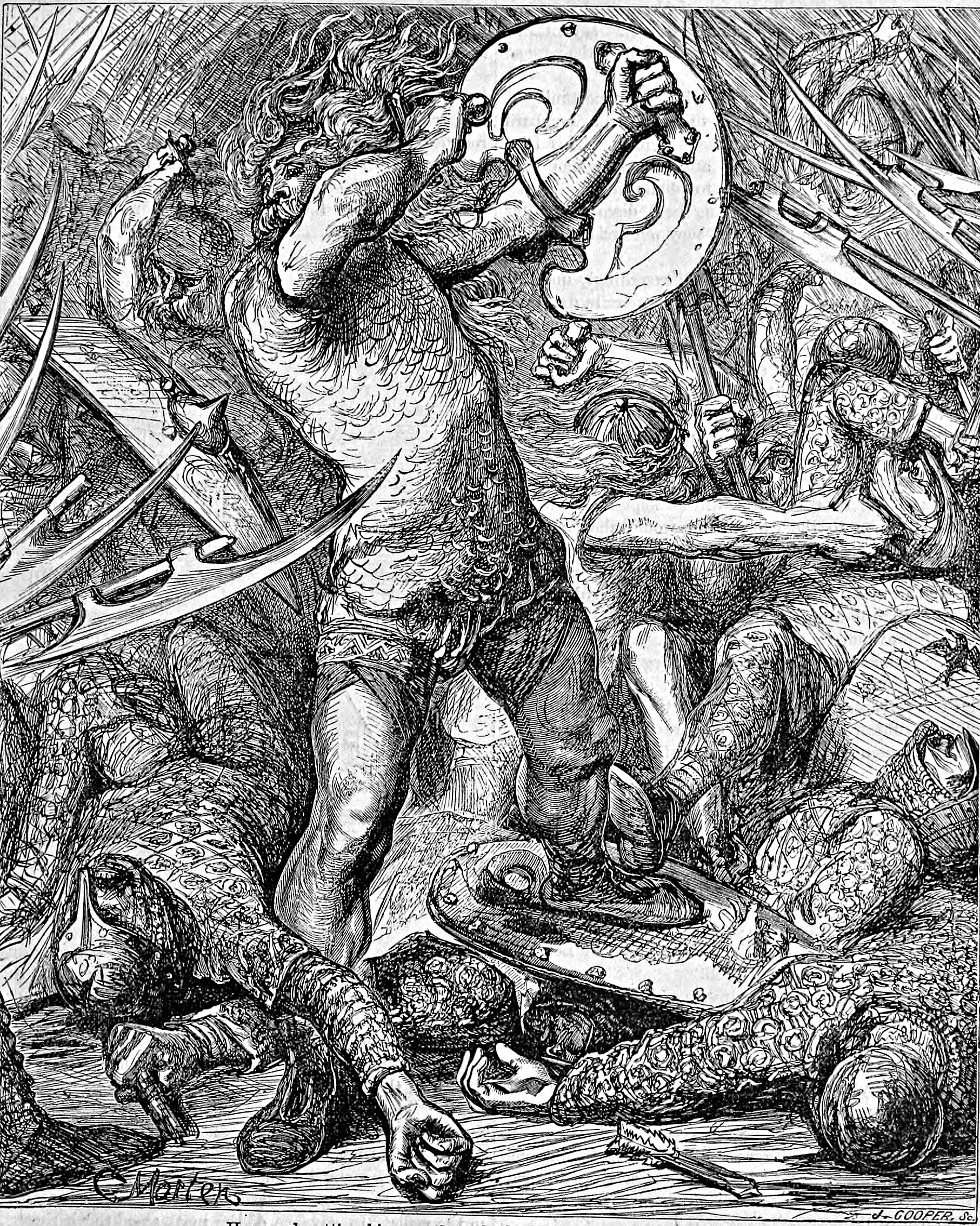
Hereward walczący z Normanami, ilustracja z Illustrated History of England (1865)

Hereward, zwany Banitą (ang. Hereward the Wake) – angielski bohater ludowy, żyjący w XI wieku przywódca oporu przeciw panowaniu normańskiemu. Jego postać przeniknęła do wielu legend.
Jego ojczyzną było Lincolnshire. Z pochodzenia był Duńczykiem, jego dziad Toki osiadł w Anglii po jej zajęciu przez Kanuta Wielkiego. Urodził się pomiędzy 1035 a 1047 rokiem. W młodości zdobył sobie sławę awanturnika, wobec czego ojciec wysłał go za granicę. Lata 1065-1067 spędził we Flandrii, walcząc na tamtejszym pograniczu. Do Anglii powrócił po jej zajęciu przez Wilhelma Zdobywcę, gromadząc wokół siebie ubożejących i wywłaszczanych przez normańskich zdobywców anglosaskich właścicieli ziemskich.
Gdy w roku 1070 król duński Swen II Estrydsen najechał Anglię, Hereward stanął na czele zbuntowanych Anglosasów, którzy przyłączyli się do Duńczyków. Zdobył opactwo w Peterborough, nie dopuszczając do przejęcia jego bogactw przez normańskiego opata Turolda. Gdy wojska Wilhelma Zdobywcy pokonały Duńczyków, Hereward wraz ze zbuntowanymi Anglosasami umocnił się na Isle of Ely, gdzie oblegani przez Normanów utrzymali się do 1071 roku. Gdy Isle of Ely upadło, Hereward zdołał uciec i kontynuować walkę. Dalsze jego losy są nieznane, zmarł przed 1085 rokiem. Według niektórych podań miał uzyskać od króla darowanie win i dożyć ostatnich lat życia w spokoju, ożeniony z wdową po earlu Dolfinie.
Nieliczne informacje na temat Herewarda i pamięć o jego mężnym oporze sprawiły, iż niedługo po śmierci stał się bohaterem licznych legend. Najstarszym źródłem przekazującym szczątkowe informacje o Herewardzie jest wersja D Kroniki anglosaskiej z 1071 roku. Już powstała między 1109 a 1131 jego biografia, autorstwa Ryszarda z Ely, zawiera elementy baśniowe. Dalszą idealizację bohatera i związane z nim legendarne opowiastki zawierają Historia Anglików Geoffreya Gaimara (1136-1137) i Liber Eliensis (1131-1174). Kronika crowlandzka w przełomu XIV i XV wieku przydała mu królewskie pochodzenie z rodu panującego Mercji.
Charles Kingsley poświęcił mu swoją ostatnią powieść, Hereward the Wake (1866).